# Groot Theater in Poznań

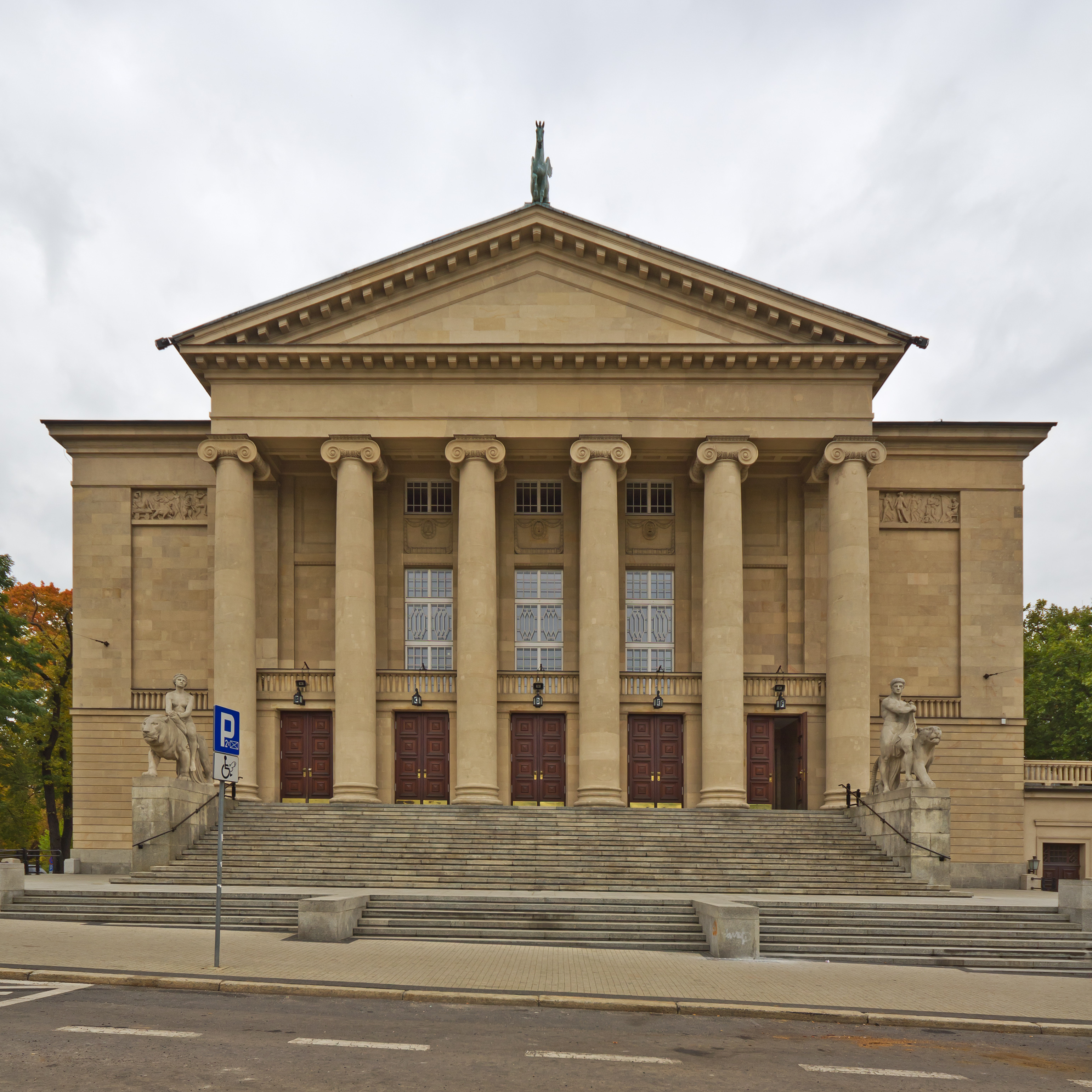
De gevel van het Groot Theater

Het Groot Theater in Poznań (Pools: Teatr Wielki im. Stanisława Moniuszki w Poznaniu) is een operagebouw in de Poolse stad Poznań. Het gebouw werd opgetrokken in neoklassieke stijl en werd genoemd naar de beroemde Poolse componist Stanisław Moniuszko.

## Geschiedenis
Het Groot Theater werd ontworpen door de Duitse architect Max Littmann en in 1910 ingehuldigd met een schouwspel van Mozarts theaterstuk De Toverfluit. Momenteel is het theater een van de voornaamste theatergebouwen in het Woiwodschap Groot-Polen.
De seizoenen van het Groot Theater lopen van midden september tot midden juni en jaarlijks worden er ook twee festivals georganiseerd; "Festival Verdi" in oktober en "E. T. A. Hoffmann" in april. Deze festivals krijgen regelmatig bezoek van belangrijke gasten.

## Architectuur
De gevel van het gebouw is in feite een gigantisch portico die gebouwd werd volgens de regels van de klassieke architectuur in het oude Rome. Aan beide kanten van de trappen staan twee standbeelden. Het standbeeld links is een vrouw die op een leeuw rijdt, het standbeeld rechts een man die een panter vasthoudt. Op de top van de trappen staan zes Ionische zuilen. Binnenin zijn er prachtig gedecoreerde hallen, koffiekamers en andere kamers. De kristallen kroonluchters en rijke muurversiering vangen meteen de aandacht van bezoekers.